# Spogostylum mystaceus
Spogostylum mystaceus är en tvåvingeart som först beskrevs av Macquart 1840.  Spogostylum mystaceus ingår i släktet Spogostylum och familjen svävflugor. Inga underarter finns listade i Catalogue of Life.